# Rainer Guth
Rainer Guth (* 16. Januar 1970 in Mainz) ist ein deutscher Politiker (parteilos) und seit dem 23. September 2017 Landrat des Donnersbergkreises.

## Leben
Guth studierte Forstwirtschaft und berufsbegleitend Wirtschaftsingenieurwesen und schloss das Studium jeweils als Diplom-Forstingenieur (FH) und Diplom-Wirtschaftsingenieur (FH) ab. Anschließend absolvierte er die Verwaltungsprüfung für den gehobenen Dienst. Von 1995 an war er in der Holz- und Papierwirtschaft tätig. Ab 2011 war er Prokurist und Bereichsleiter für Bioenergie, Bioökonomie und Holzeinkauf bei der proNARO GmbH (Mannheim). Guth lebt seit 2005 in Eisenberg.

## Politik
Im Jahr 2017 wurde Rainer Guth gemeinsam von CDU und FWG (Freie Wählergemeinschaft) als Kandidat für die Wahl zum Landrat im Donnersbergkreis aufgestellt, nachdem der bisherige Landrat Winfried Werner angekündigt hatte, aus Altersgründen bei dieser Wahl nicht mehr antreten zu wollen. Er gewann die Wahl am 7. Mai 2017 im ersten Wahlgang mit 51,9 Prozent der Stimmen und wurde so zum Landrat des Donnersbergkreises gewählt. Bei der Landratswahl am 23. Februar 2025 holte er erneut 51,9 Prozent der Stimmen im ersten Wahlgang und wurde somit für eine zweite Amtszeit bestätigt.
Rainer Guth ist unter anderem Vorsitzender des Vereins Ärzte für die Westpfalz e. V., Stiftungsvorstand der Hoormann-Stiftung: Kunststiftung im Donnersbergkreis und Stellvertretender Vorsitzender des Landkreistages Rheinland-Pfalz.
Überregionale Bekanntheit erhielt er durch seine vorzeitige COVID-19-Impfung am 5. Januar 2021, dem ersten Tag der Impfungen im Donnersbergkreis in einem Eisenberger Seniorenheim. Das Impfteam hatte ihn gefragt, was mit dem überschüssigen Impfstoff zu tun sei, daraufhin hat er entschieden, dass unter anderem er selbst und seine beiden Beigeordneten Wolfgang Erfurt (CDU) und Ernst-Ludwig Huy (FWG) geimpft werden sollten, obwohl diese nicht zu einer der priorisierten Gruppen gehörten.